# Siedlecko-Podlaska Grupa Ludowo-Narodowa
Siedlecko-Podlaska Grupa Ludowo-Narodowa – grupa osób o antykomunistycznych, ludowych i narodowych poglądach działających w Siedlcach i na Podlasiu pod koniec lat 70. XX wieku.
Grupę założyli w 1977 Zygmunt Goławski (w grupie działali także jego dwaj synowie: Krzysztof Goławski i Andrzej Goławski) i  Jan Mizikowski. W 1978 grupa przeprowadziła w Siedlcach i w okolicach akcję ulotkową, wzywającą do bojkotu wyborów do Rad Narodowych. Grupa organizowała także w Siedlcach spotkania z działaczami opozycji przedsierpniowej (m.in. Wiesław Chrzanowski, Aleksander Hall, Leszek Moczulski, Jan Olszewski, Władysław Siła-Nowicki, Wojciech  Ziembiński). Członkowie grupy kolportowali w Siedlcach i na Podlasiu wydawnictwa niezależne KSS KOR oraz ROPCiO a potem KPN. Prowadzili także własną działalność wydawniczą (ulotki, przedruk Opinii). Współorganizowali rocznicowe demonstracje patriotyczne w Warszawie (np. 1 września 1979). 
W 1979 grupa weszła w skład Konfederacji Polski Niepodległej a pod Aktem Założycielskim KPN z 1 września 1979 podpisali się trzej członkowie grupy: Ryszard Piekart (pod pseudonimem Ryszard Kossowski), Roman Kraszewski, Zygmunt Goławski (pod pseudonimem Zygmunt Marowski). Ten ostatni został też członkiem Rady Politycznej KPN.